# Кудрявцева Стефанія Олексіївна
Стефанія Олексіївна Кудрявцева (уроджена Сорокіна; 2 вересня 1908, Москва, Російська імперія — 5 жовтня 1990, Обнінськ, Калузька область, РРФСР, СРСР) — радянська агрономка, громадська та політична діячка. Ведучий озеленювач міста Обнінська в 1947—1989 роках. Депутат Обнінської міської Ради депутатів трудящих (1963—1966).

## Життєпис
Стефанія Сорокіна народилася 2 вересня 1908 року. Потомствена агрономка, онука письменника Миколи Златовратського.
Студенткою Московського садово-городнього технікуму імені Тімірязєва в серпні 1929 року з групою студентів побувала в гостях в Івана Мічуріна.
Після закінчення в 1930 році технікуму працювала озеленювачем Московського Кремля та Парку імені Горького. Брала участь у посадці ялин біля мавзолею Леніна.
У 1942 році у зв'язку з новим призначенням чоловіка переїхала з сім'єю до Ташкента. Після закінчення Другої світової війни сім'я повернулася до Москви. У 1947 році Кудрявцева отримала призначення на роботу в Лабораторію «В» (майбутній Фізико-енергетичний інститут) і сім'я оселилася у фінському будиночку на території майбутньої школи № 2. Займалася аматорським волейболом.
У 1948 році створила першу оранжерею на території майбутньої школи № 2, яка містила три великі теплиці для вирощування овочів (цибулі, помідорів, огірків) і квітів. Тут же заклала яблуневий сад, залишки якого збереглися на території нинішньої Обнінської гімназії. Протягом кількох десятиліть займалася озелененням всього Обнінську.
У 1963—1966 обиралася депутатом Обнінської міської Ради депутатів трудящих.
Очолювала Обнінське відділення Всесоюзного товариства охорони природи з моменту його організації до своєї смерті в 1990 році. Працювала у всесоюзному товаристві «Знання». Очолювала батьківський комітет у школі, поки навчалися її п'ятеро дітей. Ініціатор і організатор садово-городніх товариств, виставок квітів і врожаїв в Обнінську.
Звільнилася з Фізико-енергетичного інституту 1 березня 1989 року після 42 років роботи у віці 81 року у зв'язку з відходом на пенсію.

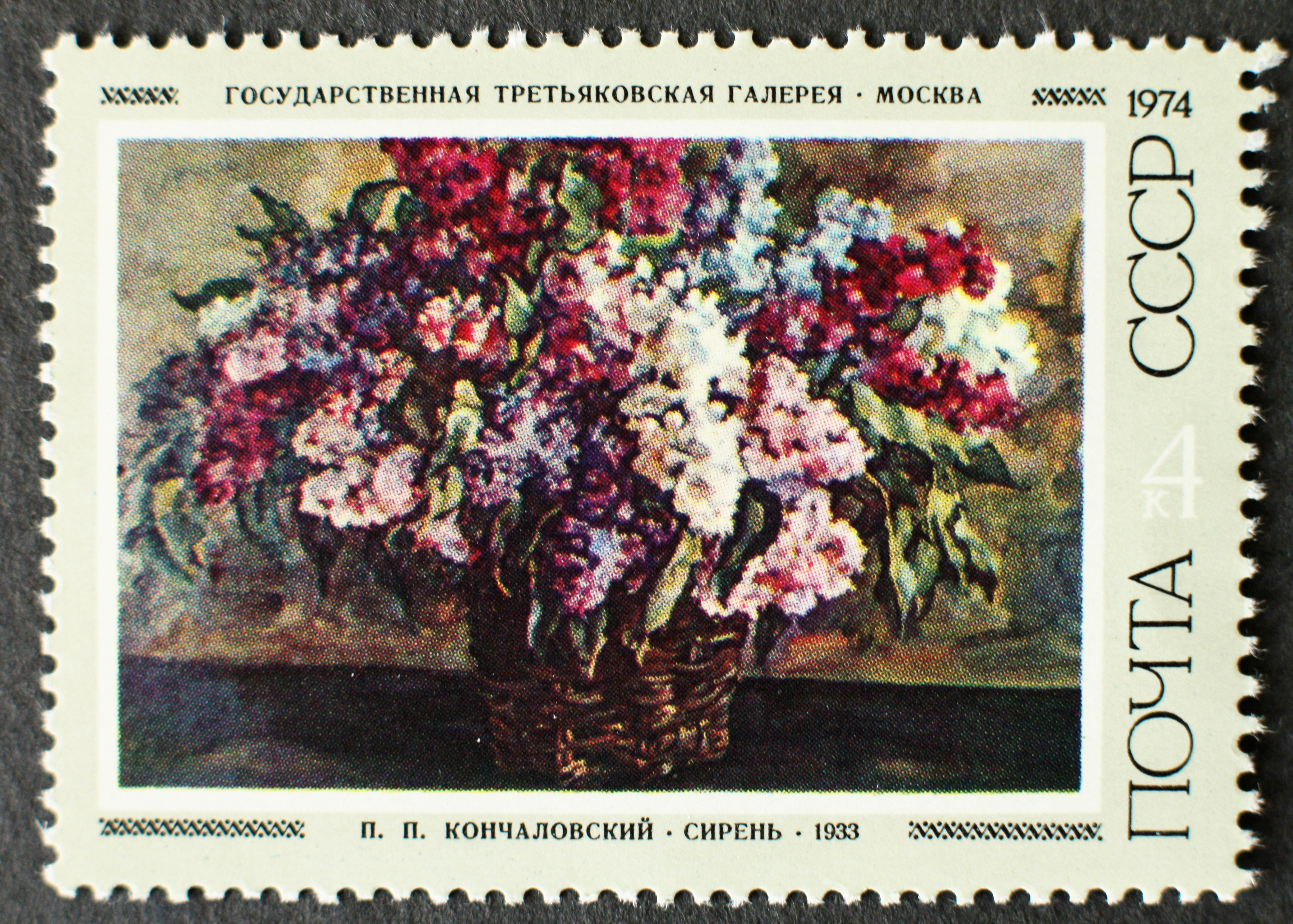
Петро Кончаловський. «Бузок» (1933).

Товаришувала з мешкавшим у Горбах художником Петром Кончаловським. Розмножила та розсадила по всьому Обнінську отримані від Кончаловського в дарунок саджанці бузку, зображеного на картині «Бузок» 1933 року (у фондах Третьяковської галереї).
До кінця життя писала вірші.
Померла 5 жовтня 1990 року в Обнінську.

### Родина
- Дід — Микола Миколайович Златовратський (1845—1911), російський письменник[1].
- Мати — Софія Миколаївна Златовратська[1].
- Батько — Олексій Йосипович Сорокін, агроном[1].
- Чоловік — Павло Прокопович Кудрявцев[1].
- Діти — Вадим Павлович Кудрявцев, Олексій Павлович Кудрявцев, Ірина Павлівна Кудрявцева, Нонна Павлівна Кудрявцева, Олександра Павлівна Кудрявцева[1].
- Праонука — Софія Сергіївна Лебедєва (р. 1993), російська акторка[5].

## Нагороди
- Медаль «За трудову відзнаку»[4]
- Медаль «Ветеран праці»[4]
- Ювілейна медаль «За доблесну працю (За військову доблесть). В ознаменування 100-річчя з дня народження Володимира Ілліча Леніна» (1970)[4]

## Пам'ять

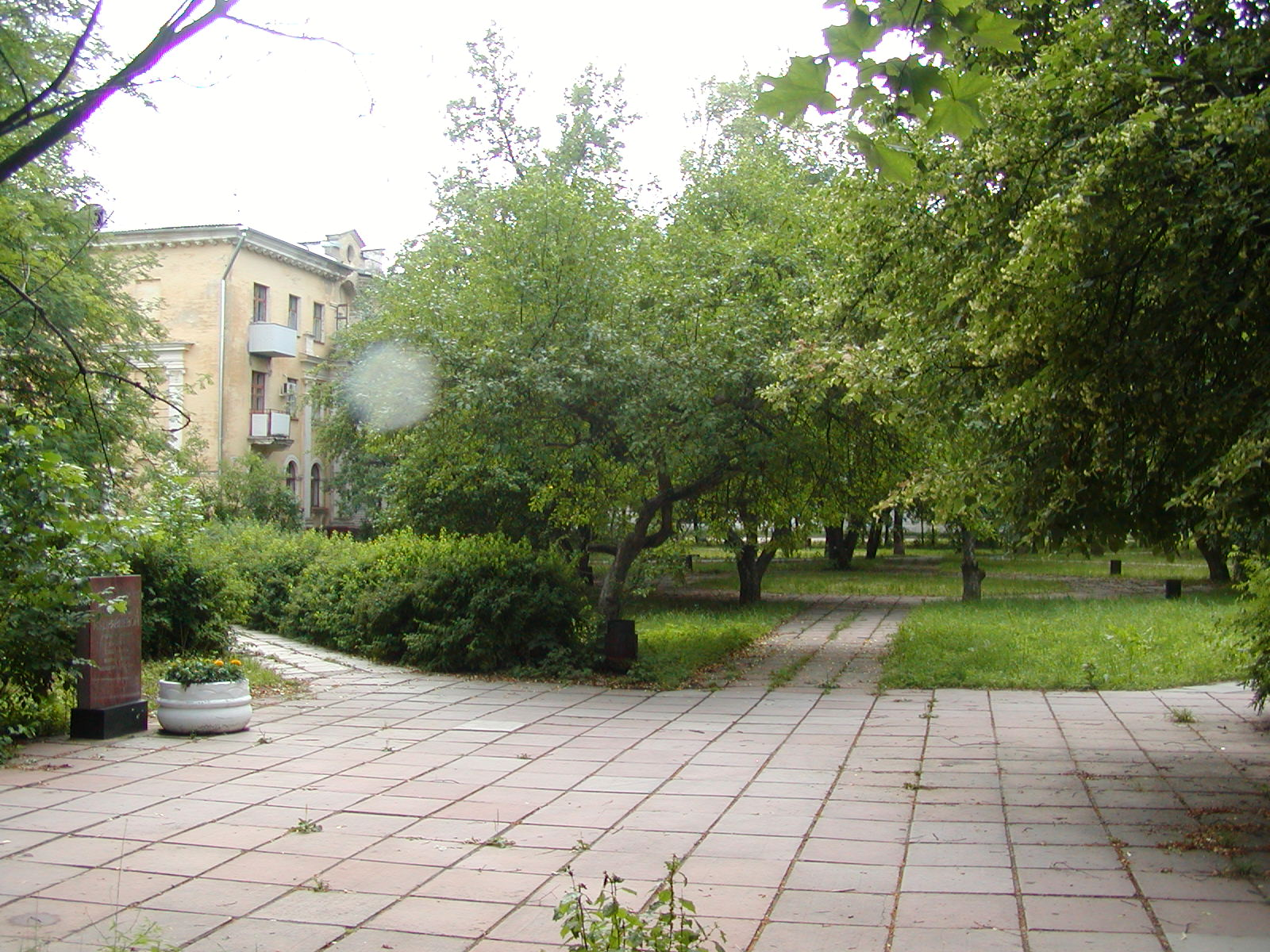
Сквер пам'яті Стефанії Олексіївни Кудрявцевої. Зліва пам'ятна стела

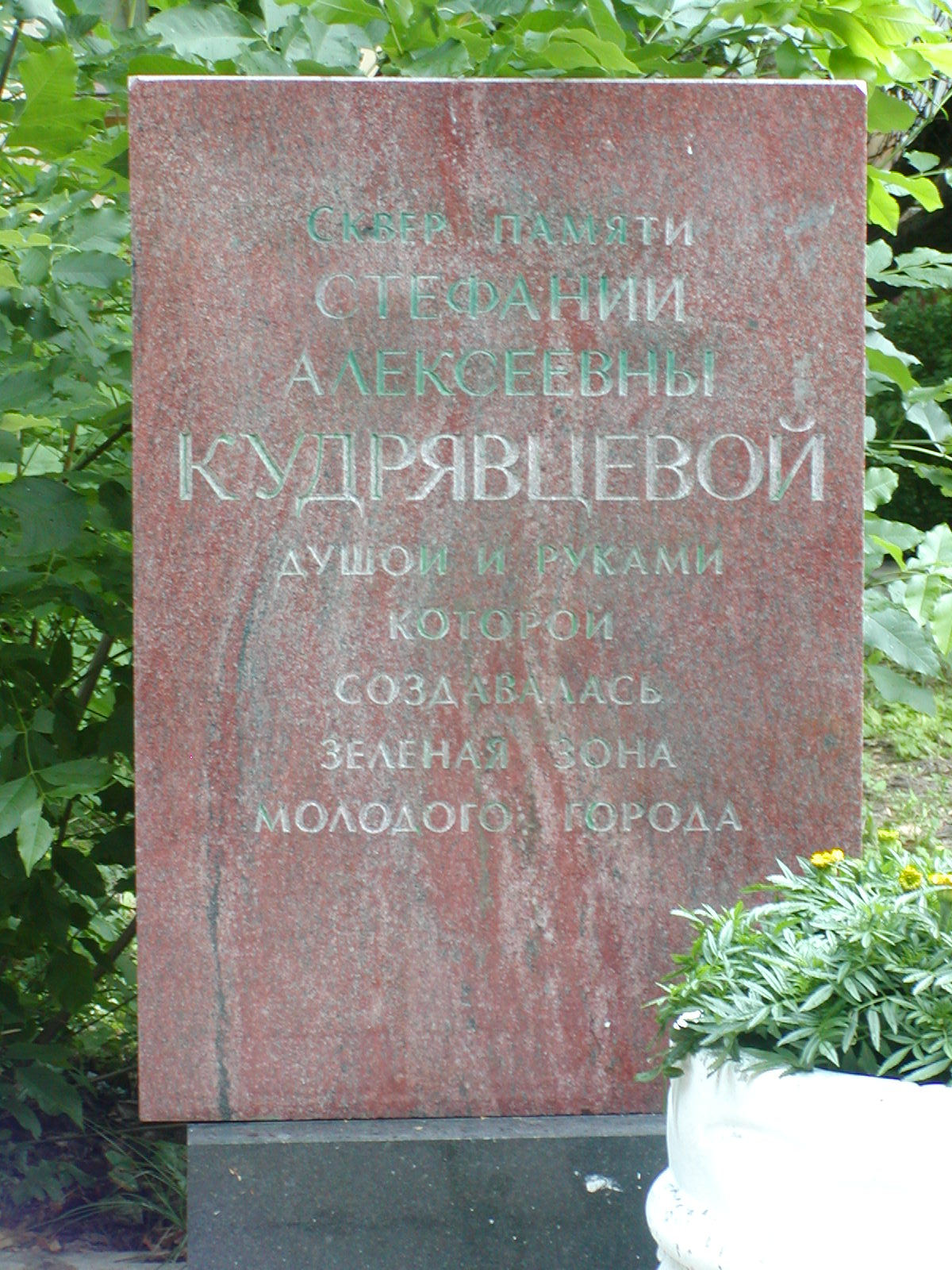
Пам'ятна стела

У 1996 році Обнінські міські Збори присвоїло ім'я Кудрявцевої центральній алеї Нижнього парку Обнінська. У 1999 році це рішення було скасовано та на честь Стефанії Кудрявцевої був названий закладений нею сквер на площі Бондаренко з встановленою пам'ятної стелою. Напис на стелі: «Сквер пам'яті Стефанії Олексіївни Кудрявцевої, душею і руками якої створювалася зелена зона молодого міста».
У 2008 році була видана книжка письменниці Нінель Епатової «О, современники мои! О Стефании Алексеевне Кудрявцевой».